# 大鼻擬線鱸
大鼻擬線鱸，為輻鰭魚綱鱸形目鱸亞目鮨科的其中一種，分布於紅海海域，棲息深度可達21公尺，體長可達5.7公分，生活在礁石區，為底棲性魚類，屬肉食性，生活習性不明。

## 擴展閱讀
維基物種上的相關：大鼻擬線鱸